# ۱۱۲۵ (میلادی)
۱۱۲۵ (میلادی) هزار و صد و بیست و پنجمین سال تقویم میلادی است.

## درگذشتگان
‎